# Kanton Chaville
Der Kanton Chaville war von 1967 bis 2015 ein französischer Wahlkreis im Arrondissement Boulogne-Billancourt, im Département Hauts-de-Seine und in der Region Île-de-France; sein Hauptort war Chaville.

## Gemeinden
Der Kanton umfasste vier Gemeinden:
| Gemeinde           | Einwohner Jahr | Fläche km² | Bevölkerungsdichte | Code INSEE | Postleitzahl |
| ------------------ | -------------- | ---------- | ------------------ | ---------- | ------------ |
| Chaville           | 19.717 (2013)  | 3,57       | 5523 Einw./km²     | 92022      | 92370        |
| Marnes-la-Coquette | 1673 (2013)    | 3,48       | 481 Einw./km²      | 92047      | 92430        |
| Vaucresson         | 8816 (2013)    | 3,08       | 2862 Einw./km²     | 92076      | 92420        |
| Ville-d’Avray      | 11.266 (2013)  | 3,67       | 3070 Einw./km²     | 92077      | 92410        |

## Bevölkerungsentwicklung
| 1962   | 1968   | 1975   | 1982   | 1990   | 1999   | 2008   |
| ------ | ------ | ------ | ------ | ------ | ------ | ------ |
| 30.939 | 37.603 | 41.687 | 39.484 | 39.112 | 39.041 | 39.303 |